# Casa Lercaro
La Casa Lercaro, en el término municipal de La Orotava, isla de Tenerife (Canarias, España), también conocida como Casa de Ponte-Fonte o Casa de Ponte-Grimaldi, según atribuyamos su nombre, ya al primer dueño de la casa, Jerónimo de Ponte- Fonte y Pagés, ya al mayorazgo y a la esclarecida rama familiar a que dio lugar el matrimonio de este con Catalina Grimaldi Rizo de Lugo, está situada en el número 7 de la calle Colegio.
Es Bien de Interés Cultural, con categoría de Monumento.

## Descripción

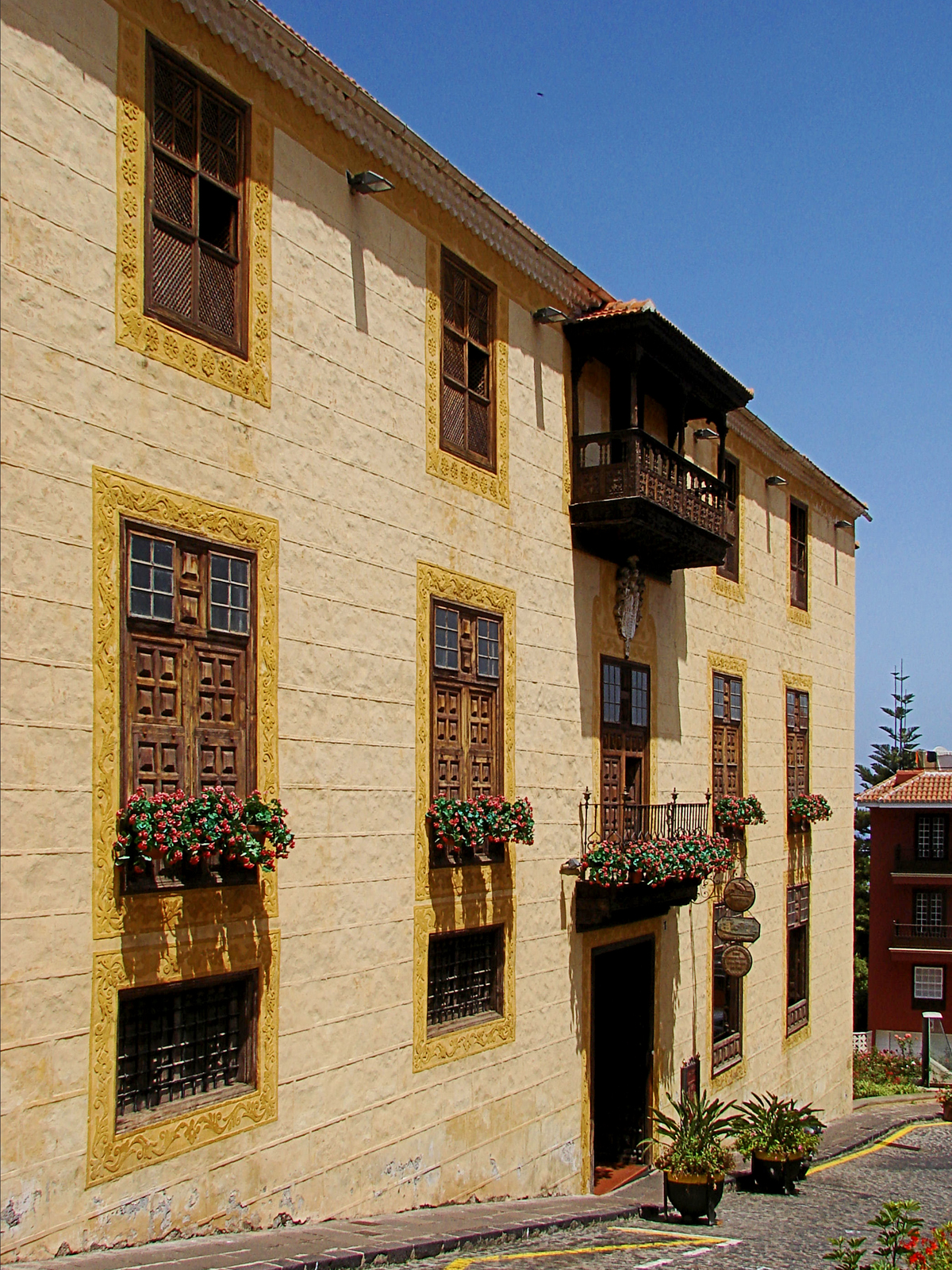
Fachada principal de la casa Lercaro.

La casa ocupa una superficie de 3240 m², de los cuales 890 corresponden al inmueble. Las dependencias anejas y el huerto ocupan el resto. Tiene una planta en forma de U asimétrica, con la fachada -orientada hacia el este- en uno de los cuerpos laterales. El patio central se abre hacia el norte. Hacia el oeste, tras una crujía de menor tamaño, existe un patio secundario.
En la fachada principal -calle Colegio- destacan los balcones de la segunda y tercera planta. Situados en el centro geométrico del frontis, siguen una gradación ascensional, muy del gusto barroco, en los elementos decorativos.
La fachada observa una rigurosa simetría en la disposición de los vanos: dos a ambos lados de la puerta y de cada uno de los balcones.
El paramento, inciso, simula una construcción de sillería. Los vanos aparecen orlados de esgrafiados con motivos vegetales. Los esgrafiados recorren asimismo la línea superior de la fachada, por debajo del alero.
La puerta, "mezcla de los tipos tachonados y de cuarterones" -Martín Rodríguez, F. Gabriel: Arquitectura doméstica canaria, Ed. A.C.T., Santa Cruz de Tenerife, 1977- es el elemento más destacable de la planta baja. A la derecha, dos ventanos de pequeño tamaño -imperativos del emplazamiento, en acusada pendiente- mantienen la simetría. Las dos ventanas de la izquierda, al igual que las de la primera planta, son de cojinetes, provistas de antepecho, de dos batientes y con postigos de apertura hacia el exterior (de abajo hacia arriba).
El balcón de la primera planta, descubierto, tiene base de madera tallada y baranda de rejería. Las vigas, entre dos hileras de canes, forman casetones con decoración vegetal y mocárabe en el casetón central. Los dos frisos que corren arriba y abajo de las vigas cuentan con decoración de rosetones (entre los canes).
Sobre el ventanal, precediendo al balcón de la tercera planta, se exhibe el escudo familiar en mármol. Se blasonan en este las prescripciones vinculares que dieron origen al mayorazgo: Ponte, Lugo, Grimaldi, Fonte y Rizo.
El balcón de la segunda planta es techado. De talla profusa, tanto en la base como en la parte inferior del antepecho y el alero, cuenta con tres columnillas corintias con sus zapatas igualmente talladas. En el antepecho, unos balaustres pareados y torneados sostienen la baranda.
Esta planta hacía las veces de granero -las casas de tres plantas, inexistentes en el XVI, aparecen esporádicamente en el XVII y se desarrollan plenamente en el XVIII. La distribución del espacio es, en todo caso, similar a la de esta casa: planta baja destinada a los quehaceres domésticos, planta noble o de vivienda y planta alta, utilizada comúnmente como granero, secadero, etc.- las ventanas son de celosía -sin cristales- para facilitar la aireación.

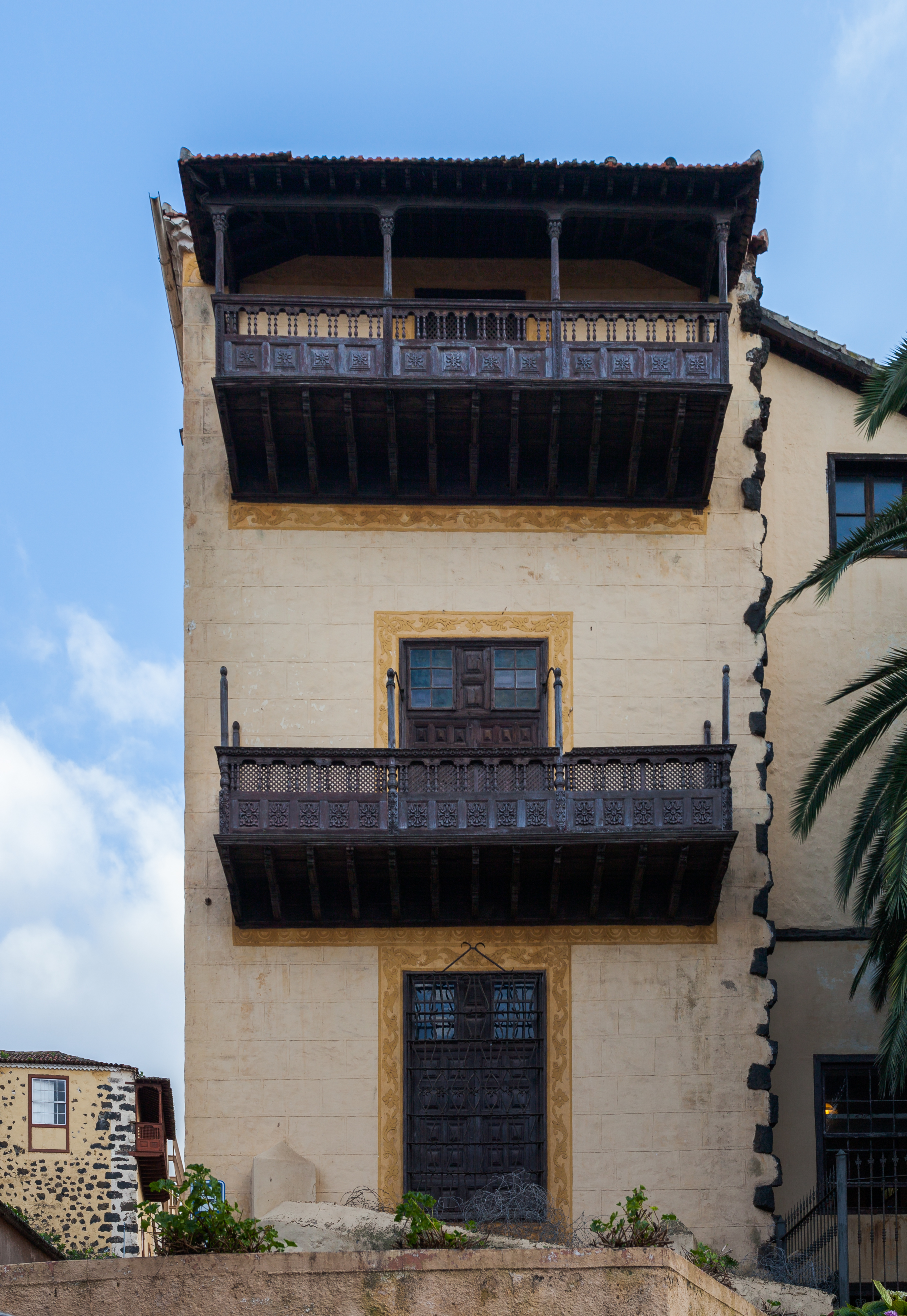
Fachada lateral.

La fachada lateral se encuentra al cabo del cuerpo principal, en la cara norte -esta fachada daba al desaparecido callejón de las Tenerías, que hacía esquina con la calle Colegio-.
Hallamos aquí, al igual que en la otra fachada, un balcón descubierto y otro techado en altura, ambos de mayores dimensiones que los de la fachada principal, aunque menos decorados.
Las dos fachadas confieren al inmueble una inconfundible prestancia barroca, bien que, tal que sucede en el resto de las casas señoriales canarias, el barroco se constriñe a los elementos decorativos de la fachada y a unos pocos de la galería (columnas). La disposición interior, en torno al patio central, no varía un ápice de los usos tradicionales -"La casa solariega, habitualmente en núcleos urbanos, es la manifestación más evidente de los intentos de diferenciación social de las familias. (...) Este interés por crear una distinción arquitectónica se acusa principalmente en las fachadas, sometidas, más que ninguna otra parte de las viviendas, a las corrientes cultas". Martín Rodríguez, Fernando Gabriel: Arquitectura doméstica canaria, Ed. A.C.T., Santa Cruz de Tenerife, 1977-.
Accedemos al interior de la casa a través de un zaguán. Franqueando una verja de forjado (con fecha de 1913) llegamos al vestíbulo, uno de los tres tramos, en rigor, de la columnata del patio, que ha sido cerrada. (Desde el patio se pueden observar los entrepaños ocultando parte de las columnas y del entablamento). A la izquierda, una escalera de dos tramos lleva a un vestíbulo superior, en la planta de vivienda; desde este recibidor se tiene acceso al salón noble, al dormitorio principal y, hacia el sur, a una galería cerrada, con ventanas de guillotina, que recorre las otras dos crujías facilitando la entrada a las estancias.
La última planta, la del granero, remata en un sencillo artesonado de par e hilera con tirantes.
Un pequeño mirador rodeado de vidrieras se yergue en el vértice sureste de la casa.
Las cubiertas, a dos aguas, tienen revestimiento de teja árabe y -sin duda por alguna reforma practicada a finales del pasado siglo o principios del actual- de teja francesa (en el cuerpo principal).

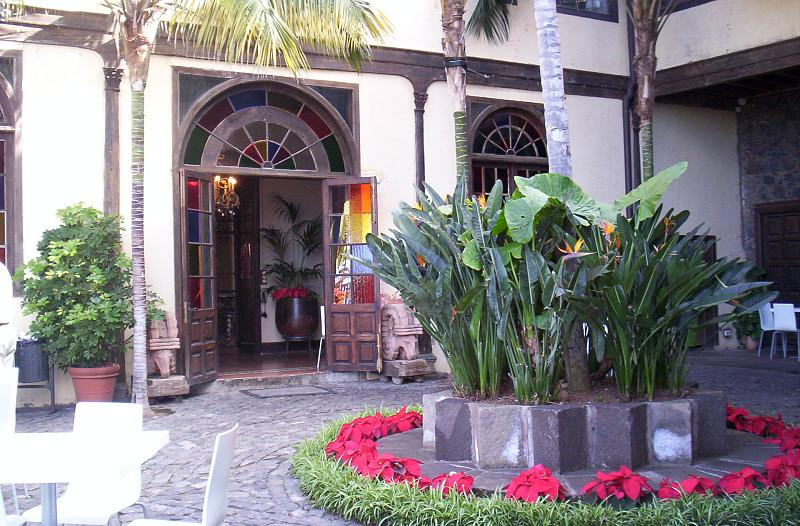
Patio en la Casa Lercaro.

En el patio central, adoquinado, destacan las columnas corintias que soportan la galería; poseen los plintos de piedra, amplias basas y fuste abalaustrado. Bajo cada plinto, y aún bajo el nivel del adoquinado, han sido enterradas unas piedras de molino a guisa de cimientos.